# Daddy Cool (band)
Daddy Cool was een in 1970 geformeerde Australische rockband uit Melbourne. Ze was toentertijd de meest succesvolle band van het land en telt daar tot heden als een legende, waaraan de Australische post een postzegel wijdde. De oorspronkelijke bezetting bestond Wayne Duncan (bas, zang), Ross Hannaford (lead gitaar, bas, zang), Ross Wilson (lead zang, slaggitaar, mondharmonica) en Gary Young (drums, zang). Hun debuutsingle Eagle Rock werd uitgebracht in mei 1971 en bleef tien weken op nummer 1 in de Australische singlehitlijst. Hun debuut-lp Daddy Who? Daddy Cool uit 1971 bereikte ook nummer 1 en werd het eerste Australische album waarvan meer dan 100.000 exemplaren werden verkocht. De naam van de band kwam van het nummer Daddy Cool uit 1957 van de Amerikaanse doowopband The Rays. Daddy Cool heeft hun versie van dit nummer opgenomen op Daddy Who? Daddy Cool.
De muziek van Daddy Cool was oorspronkelijk grotendeels in doowop-stijl uit de jaren 1950 en originelen werden meestal geschreven door Wilson. Op het podium zorgden ze voor een dansbare sound die toegankelijk en leuk was. Hun tweede album Sex, Dope, Rock'n'Roll: Teenage Heaven uit januari 1972 bereikte ook de top tien. Daddy Cool ging in augustus 1972 uit elkaar en hervormde kort in 1974-1975 voordat ze weer uit elkaar gingen. Ze hervormden met de originele bezetting van de band in 2005. Hun iconische status werd bevestigd toen ze op 16 augustus 2006 werden opgenomen in de Hall of Fame van de Australian Recording Industry Association (ARIA). Bij de Music Victoria Awards van 2014 werd Daddy Cool ook opgenomen in de Music Victoria Hall of Fame.

## Bezetting
- Wayne Duncan (zang, basgitaar, 1944–2016)
- Ross Hannaford (gitaar, basgitaar, zang, 1950–2016)
- Ross Wilson (zang, gitaar, mondharmonica, 1947-?)
- Gary Young (drums, zang, 1947-?)

## Geschiedenis

### 1964–1970: Vorige bands
Ross Hannaford (gitaar, bas, zang) en Ross Wilson (gitaar, zang, mondharmonica) vormden in 1964 de pop/r&b-groep The Pink Finks uit Melbourne, terwijl ze nog naar de middelbare school gingen in de zuidoostelijke buitenwijk van Melbourne, Beaumaris, Victoria. Ze woonden later de hogere campus van Sandringham College bij. Ze namen in 1965 een versie van Richard Berry's Louie Louie op, wat leidde tot een platencontract en nog drie singles. In 1967 vormden ze The Party Machine, dat een radicaler geluid had (beïnvloed door Frank Zappa en Howlin' Wolf), met Mike Rudd (later in Spectrum) op basgitaar. Ze brachten de single You've All Gotta Go uit in 1969. Hun gedrukte songbooks werden in beslag genomen en verbrand door de Victorian Vice Squad omdat ze obsceen en opruiend waren. Wilson ontbond The Party Machine in 1969 nadat hij een uitnodiging had ontvangen om naar Londen te reizen om zich bij de expatriate Australische band Procession aan te sluiten. Nadat ze Procession uitbrachten bij Festival Records keerde Wilson terug naar Australië.
Wayne Duncan (bas, zang) en Gary Young (drums, zang) waren sinds de jaren 1950 de ritmesectie van veel bands, met name instrumentale bands. Een van hen was The Rondells, die ook de begeleidingsband waren van Bobby & Laurie, een populair zangduo (#1 hitsingle Hitch Hiker, 1966).
Young en Wilson ontmoetten elkaar in 1969 terwijl ze in een boekenmagazijn werkten. Elk had eerdere bandleden die geïnteresseerd waren in het vormen van een nieuwe band. Wilson, Hannaford, Young en Duncan vormden later dat jaar Sons of the Vegetal Mother, een band met een experimenteel progressief rockgeluid. Andere leden waren: Rudd (bas), Trevor Griffin (piano), Jeremy Kellock (Jeremy Noone) (tenorsax), Tim Partridge (bas), Ian Wallace (altsax), Simon Wettenhall (trompet) en Bruce Woodcock (tenorsax).

### 1970-1972: Originele bezetting
Vier leden van Sons of the Vegetal Mother (Duncan, Hannaford, Wilson en Young) formeerden in 1970 Daddy Cool. Allen deelden een liefde voor muziek uit de jaren 1950 en speelden aanvankelijk covers van nummers uit hun platencollecties. Een daarvan was Daddy Cool (geschreven door Bob Crewe en Frank Slay), uitgevoerd in 1957 door de Amerikaanse doowop band The Rays als de B-kant van hun single Silhouettes. Ross Wilson verklaarde dat de band werd genoemd voordat hij het lied had gehoord. Daddy Cool werd een populaire live-act in Melbourne. Hun optreden in het begin van 1971 op het Myponga-festival in Zuid-Australië overschaduwde hun moederband Sons of the Vegetal Mother, die vervolgens werd opgeheven.
Eenmalig gitaarwonderkind Robie Porter (voorheen bekend als Rob EG) was onlangs teruggekeerd naar Australië en vestigde zich als platenproducent en kocht een aandeel van het onafhankelijke Melbourne-label Sparmac Records. Hij zag het optreden van de band tijdens een optreden van 7 mei 1971 in Melbourne en contracteerde ze meteen bij zijn label. Sparmac bracht ook Golden Miles van Healing Force en Speak to the Sky van Rick Springfield uit. De single Eagle Rock werd voor eind mei uitgebracht en belandde al snel op nummer 1 in de Australische hitparade, waar het een recordaantal van tien weken bleef. Het door Wilson geschreven nummer, geproduceerd door Porter, werd ironisch genoeg op nummer 1 vervangen door een nieuwe versie van een nummer van Daddy Cools eigen setlist - de single Daddy Cool, uitgevoerd in Chipmunks-stijl door de studioband Drummond. Drummond (ook bekend als Mississippi), waaronder Graeham Goble (later in Little River Band), had het uitgevoerd als eerbetoon aan Daddy Cool. Eagle Rock werd uitgeroepen tot het op een na beste Australische nummer aller tijden tijdens de APRA Awards 2001 met als beste Friday on My Mind van de band The Easybeats uit de jaren 1960.
Daddy Cools debuutalbum Daddy Who? Daddy Cool verkocht een ongekende 60.000 exemplaren binnen een maand na het uitbrengen in juli 1971 en werd het eerste Australische album dat meer dan 100.000 exemplaren verkocht. Volgens Wilson was de verkoop die nodig was voor een gouden album in Australië in het begin van de jaren 1970 10.000 exemplaren geweest en werd dit gewijzigd in 15.000 en vervolgens tot 20000. De band toerde door Australië met Spectrum (onder leiding van voormalig bandlid Mike Rudd) op de Aquarius Tour. Hun tweede single Come Back Again, ook geschreven door Wilson, werd uitgebracht in september 1971 en bereikte positie 3. Ook in september voegde Jeremy Kellock (ook bekend als Jeremy/Jerry Noone) (saxofoon, keyboards) (ex-Sons of the Vegetal Mother, Company Caine) zich bij de tourneebezetting van de band (hij had sax gespeeld op Daddy Who? Daddy Cool). Het album, geproduceerd door Porter, die ook voor piano en steelgitaar zorgde, werd uitgebracht in de Verenigde Staten. De band toerde daar in augustus 1971, maar had weinig hitparade- of radiosucces, hoewel hun optredens goed werden ontvangen.
In november werd Daddy Cool aka D.C.E.P., een ep met vijf nummers uitgebracht en bereikte nummer 12. Elk groepslid zong een nummer, waarvan de meest gespeelde Lollipop was met zang van Wilson. Een bewerkte versie van het nummer Hi Honey Ho, hun derde single en geschreven door Wilson, werd uitgebracht in december en bereikte nummer 16. De volledige 6:48 studioversie van het nummer werd uitgebracht op een zeldzame promotie-single.
Wilson experimenteerde met zijn songwriting op Sex, Dope, Rock'n'Roll: Teenage Heaven, het tweede album van Daddy Cool. Opnieuw geproduceerd door Porter, werd het uitgebracht bij Sparmac Records in december 1971 en bevatte meer progressief materiaal vergelijkbaar met de muziek van Sons of the Vegetal Mother. De twee nummers Baby Let Me Bang Your Box en Sixty Minute Man waren covers uit de jaren 1950 en wekten samen met de albumtitel belangstelling op bij de media. Het bereikte nummer 15 in de nationale albumhitlijst en werd in de Verenigde Staten uitgebracht als Teenage Heaven. Rond deze tijd werd de band gefilmd door regisseur/producent Bob Weis voor de documentaire Daddy Cool van 37 minuten, uitgebracht in 1973. De documentaire bevat interviews met en optredens van de bezetting van Duncan, Hannaford, Noone, Wilson en Young. Het bevat ook een nummer van Pat Wilson, destijds de vrouw van Ross Wilson.
In februari 1972 was Noone vertrokken, met het gevoel dat hij niet volledig betrokken was bij de geest van de band. Hij werd in maart vervangen door Ian 'Willy' Winter (ex-Carson) op slaggitaar, die werd aangeworven om Ross Wilson in staat te stellen zich te concentreren op het zingen. De band ondernam een derde Amerikaanse tournee van maart-juni 1972 en nam verschillende nummers op, waaronder Teenage Blues, At The Rockhouse en Rock'n'Roll Lady in de studio's van Warner Bros. in Los Angeles. I'll Never Smile Again werd uitgebracht in juli en bereikte nummer 16, maar tegen die tijd namen de spanningen binnen de band toe en vooral Wilson werd moe van de moeilijkheid om het meer progressieve materiaal te presenteren dat hij binnen de grenzen wilde uitvoeren van het diepgewortelde imago van de band. Ze kondigden kort na hun terugkeer uit de Verenigde Staten hun breuk aan en gaven hun laatste optreden in de Much More Ballroom op 13 augustus 1972. Het hele concert werd opgenomen en uitgebracht als het dubbelalbum Daddy Cool Live! The Last Drive-In Movie Show, uitgegeven bij het nieuwe label Wizard Records van Porter in september 1973 en bereikte nummer 34.

### 1972-1974: Daddy Cool gaat uit elkaar
Ian Winter keerde terug naar Carson, ze produceerden Blown in 1972 en ontbonden voordat On the Air in 1973 werd uitgebracht. In 1977 voegde hij zich weer bij Wilson in Mondo Rock. Duncan en Young vormden hun eigen boogieband Gary Young's Hot Dog in september 1972 en brachten in 1973 de twee singles Rock-a-Billy Beating Boogie Band en The Saga of the Three Little Pigs uit. Hannaford en Wilson, die werden beperkt door het imago van Daddy Cool, richtten in mei 1973 Mighty Kong op om serieuzere muziek te spelen.

### 1974-1975: Eerste reformatie
Zowel Mighty Kong als Gary Young's Hot Dog waren ontbonden en begin 1974 speelde een hervormde Daddy Cool (Duncan, Hannaford, Wilson en Young) op het Sunbury Pop Festival, waaronder een jonge Skyhooks en de Britse band Queen. De laatste twee werden allebei uitgejouwd buiten het podium. In juni/juli nam Wilson vrijaf van Daddy Cool om de opname van Skyhooks' debuutalbum Living in the Seventies voor Mushroom Records te produceren. Naast compilaties zorgde Daddy Cool voor de drie nieuwe singles All I Wanna Do is Rock (part 1), The Boogie Man en You Never Can Tell, uitgebracht in 1974 bij Wizard Records. Nadat ze optraden op het laatste Sunbury Pop Festival in 1975, trad Gunther Gorman toe op gitaar. Toen Duncan gewond raakte bij een auto-ongeluk, schakelde Hannaford over op basgitaar en werd gitarist Wayne Burt (later van Jo Jo Zep) erbij gehaald. In september 1975 speelde de band hun laatste show in Prahran's Reefer Cabaret.

### 1975: Tweede scheiding
Wilson ging verder als platenproducent op nog twee albums voor Skyhooks, drie albums voor Jo Jo Zep en voor andere artiesten. Hij trad ook op als een van de oprichters van Mondo Rock (1977-1991) en als soloartiest. Wilson werd in 1989 als individu opgenomen in de ARIA Hall of Fame. Sinds 2006 is hij regelmatig jurylid in de tv-serie It Takes Two van Seven Network. Zijn solo 1989 lied Bed of Nails werd gebruikt als thema voor ABC-TV zesdelige serie Bed of Roses met in de hoofdrol Kerry Armstrong en uitgezonden vanaf 10 mei 2008.
Hannaford speelde in andere bands en was sessiegitarist voor onder meer het Ross Hannaford Trio, The Black Sorrows, Ian Moss en Goanna. Young trad op en nam op met tal van andere bands, waaronder Jo Jo Zep (1976-1981), The Rockin' Emus (1982), Cold Chisel (1983) en The Black Sorrows (1984-1985). Zijn werk voor Jo Jo Zep voorzag Young in 2007 van zijn tweede ARIA Hall of Fame. Duncan was ook sessiemuzikant voor verschillende artiesten: Jane Clifton, The Black Sorrows en het Ross Hannaford Trio.

### 1994: Met Skyhooks
Daddy Cool hervormde kort om Skyhooks te ondersteunen in een voorgestelde stadiontournee in 1994. Samen brachten ze een vier nummers tellende cd-single uit met de twee nieuwe nummers $64.000 Question en The Ballad of Oz van Daddy Cool, gecombineerd met Happy Hippy Hut en You Just Like Me 'Cos I'm Good in Bed door Skyhooks. De reformatie stortte in toen de single tot stilstand kwam op nummer 35 in de ARIA Charts en de tournee werd gedegradeerd naar het pubcircuit.

### 2005-heden
De band hervormde in februari 2005 om te spelen op een benefietconcert op 27 februari 2005 voor de slachtoffers van de tsunami van 2004 in de Myer Music Bowl in Melbourne. De nieuwe Daddy Cool-opname The Christmas Bug werd uitgebracht voor het goede doel.
In 2006 bracht Aztec Music The Complete Daddy Cool uit, een dubbele dvd-collectie met de volledige video van het Tsunami Benefit-optreden in 2005 en een documentaire van 90 minuten over de band. De set bevat ook de documentaire van Bob Weis uit 1972, een Making Of ...-functie in de film van Weis, een 13-minuten durende Hanna on Lead en bijna 50 minuten aan filmclips en tv-optredens. Het nieuwe Daddy Cool-album The New Cool werd in 2006 uitgebracht bij Liberation Records. Dit was hun eerste album met nieuw materiaal sinds 1972. Het omvatte ook de nummers opgenomen in 1994 als onderdeel van de noodlottige DC/Skyhooks dualtournee.
Er zijn latere reformatie optredens geweest, met inbegrip van de headliner van het Moomba Festival 2007 en het ondersteunen van de Australische tournee in 2007 door Mike Love's Beach Boys en Christopher Cross. Daddy Cool speelde ook een eenmalig optreden in Geelong op 31 oktober 2007, voor het eerst in meer dan dertig jaar het podium deelde met de voormalige tourneepartners Spectrum.
Op 19 november 2014 hervormde de oorspronkelijke band voor wat de laatste keer werd dat Daddy Cool werd opgenomen in de Music Victoria Awards Hall of Fame. De band speelde een greatest hits-setlist, waaronder Cherry Pie, Come Back Again, Eagle Rock en Hi Honey Ho tijdens de uitverkochte avondshow. Wilson verklaarde dat dit de eerste keer in meer dan 30 jaar was dat ze die vroege hits hadden gespeeld.

## Overlijden
Gitarist Ross Hannaford overleed op 8 maart 2016 op 65-jarige leeftijd aan de gevolgen van kanker, hij was een jaar eerder gediagnosticeerd met de aandoening.
Bassist Wayne Duncan overleed op 4 december 2016 aan de gevolgen van een beroerte.

## Discografie
- 1971: Daddy Who? Daddy Cool
- 1972: Sex, Dope, Rock 'n' Roll: Teenage Heaven
- 1973: Daddy Cool Live! The Last Drive-In Movie Show